# Baczków (Lublin)
Pour les articles homonymes, voir Baczków.
Baczków (prononciation : [ˈbat͡ʂkuf]) est un village polonais de la gmina de Wola Mysłowska dans le powiat de Łuków de la voïvodie de Lublin dans l'est de la Pologne.
Il se situe à environ 5 kilomètres au nord-ouest de Wola Mysłowska (siège de la gmina), 33 kilomètres à l'ouest de Łuków (siège du powiat) et 84 kilomètres au nord-ouest de Lublin (capitale de la voïvodie).
Le village comptait approximativement une population de 246 habitants en 2009.

## Histoire
De 1975 à 1998, le village est attaché administrativement à l'ancienne voïvodie de Siedlce.

Depuis 1999, il fait partie de la nouvelle voïvodie de Lublin.